# Brad Karp
Brad Nelson Karp est un informaticien américain, spécialisé dans les réseaux informatiques. 

## Biographie
Il obtient son baccalauréat de l'Université Yale en 1992 et sa maîtrise et son doctorat de l'Université Harvard en 1995 et 2000, sous la direction de H. T. Kung (en). Plus tard, il devient membre du personnel scientifique du Center for Internet Research et de l'International Computer Science Institute de Berkeley, en Californie, où il travaille jusqu'en 2002. Après avoir travaillé comme chercheur principal à Intel Research de Pittsburgh et comme professeur adjoint à l'Université Carnegie-Mellon, il part en 2005 à l'University College de Londres, où il est maintenant lecteur. En 2005, il est lauréat de la Bourse Wolfson de la Royal Society.